# Fortaleza (banda)
Fortaleza o Fortaleza Oculta es una banda de Metal gótico originaria de Veracruz, México, formada el mes de abril de 2004 con la finalidad de realizar música original y darle su propia visión y estilo al género "metal".
Dentro de sus canciones Fortaleza incorpora elementos de la cultura del Estado de Veracruz, como lo son algunas historias, leyendas y pasajes musicales propias de la entidad. Además de abordar los temas cotidianos dentro de su propia concepción musical, intentan también crear conciencia en las personas acerca de su yo interno y su relación con la naturaleza. En abril de 2008 Fortaleza firma con la disquera Discos Denver reeditando el primer disco del grupo, y lanzando 3 producciones más.
Cuenta con cinco álbumes de estudio: La fortaleza de la soledad, Una luz entre las sombras, El ojo de la tormenta, Fortaleza oculta; Quinta Sinfonia los primeros tres con su primera vocalista, Helena, el cuarto con la voz de Ariana y el último su más reciente material con su nueva vocalista Vhiridiana. También cuenta con sus respectivos videoclips uno por cada álbum de estudio, con excepción del último del cual se desprenden dos: "La Mulata", "Ángel Eterno", "La Condesa", "Ninguna Eternidad Como La Mia" y "Dulce Agonía". De su quinto álbum nos presentan el vídeo "Sin Decir Adiós".

## Historia

### 2004: Historia, Formación e Inicios
Fortaleza o Fortaleza Oculta es una Banda de Metal gótico originario de Veracruz, México. Formada el mes de abril de 2004, con la finalidad de realizar música original y darle su propia visión y estilo al género "Metal".
A partir de esa fecha, Rito (Guitarra) y Javier (Bajo) empezaron a contactar músicos que se interesaran en los objetivos comunes. De esa forma ingresó Paco (Batería), Yanko (Teclado), Alex (Violín), Helena (Voz) y (Chelo), Dash (Teclado), un tiempo después Pablo (Teclado) por la partida de Dash y recientemente Ariana (Voz) por la partida de Helena.
Dentro de sus canciones Fortaleza incorpora elementos de la cultura del Estado de Veracruz, como lo son algunas historias, leyendas y pasajes musicales propias de la entidad. Además de abordar los temas cotidianos dentro de su propia concepción musical, intentan también crear conciencia en las personas acerca de su yo interno y su relación con la naturaleza. En abril de 2008 Fortaleza firma con la disquera Discos Denver reeditando el primer disco del grupo, y lanzando 2 producciones más.

### 2008: La Fortaleza de la Soledad
Primer álbum de estudio de la banda, es el único que cuenta con una reedición; Representa la oscuridad. El álbum cuenta con un sencillo oficial además de un Videoclip del mismo. La Mulata es el único sencillo que se desprendió de este álbum el 8 de junio de 2008. Cuenta con solo un sencillo promocional Fausto.
Fausto inspirada en Fausto relata la historia de la muerte antes de tiempo al final con el tiempo muere. Nunca Vuelvas la Mirada narra la historia de un guerrero que pierde la esperanza. Delirio narra la historia de un delirio tras perder al ser amado. En Mi Soledad relata la soledad de alguien esperando a su amor que nunca volverá. Caballero de Honor relata la historia de un caballero luchando por la paz y libertad pero al final muere cuando lo traicionan. Cerca de la Media Noche relata la historia de La dama de blanco. El Suspiro de un Beso es solo un outro y da final al disco.
En la reedición se incluye La Mulata como bonus track se desprende como único sencillo de álbum.

### 2009: Una Luz entre las Sombras
Segundo álbum de estudio de la banda; Representa el fuego. El álbum cuenta con un sencillo oficial además de un Videoclip del mismo. Ángel Eterno es el único sencillo que se desprendió de este álbum el 17 de marzo de 2009. Cuenta con dos sencillos promocionales La Mulata y La Leyenda del Tajin.
La Casa del Trueno inspirada en las leyendas del Tajin da inicio al disco como intro. la Leyenda del Tajin relata la historia basada en las leyendas del Tajin. Ángel Eterno relata la historia de un Ángel que se enamora de un Mortal, pero este siendo Mortal muere un día y el Ángel se queda solo quejándose. Seisouso fue escrita y compuesta por Benoit Jutras. La Mulata relata la historia de La mulata de Córdoba. Diamante de Luna inspira a seguir adelante y aceptar el cambio constante de la vida y su avance. Olvido relata la desesperanza cuando al tener una ruptura amorosa. La Mano del Hombre relata la historia de un mundo humano y sus orígenes conviviendo en armonía con los demás seres que habitan ahí. Una Luz Entre Las Sombras fue inspirada en una maqueta compuesta por un fanático refleja esperanza a encontrar la luz en las tinieblas, esta canción da nombre al álbum completo y es la ventana del mismo. Dime Jaguar fue escrita y compuesta por Saúl Hérnandez.

### 2010: El Ojo de la Tormenta
Tercer álbum de estudio de la banda y último con la Voz de Helena; Representa el agua. El álbum cuenta con un sencillo oficial además de un Videoclip del mismo. La Condesa es el único sencillo que se desprendió de este álbum el 11 de ´mayo del 2011. Cuenta con tres sencillos promocionales El Ojo De La Tormenta, A Cada Suspiro Tuyo y Requiem.
El Espíritu del Mar da inicio al disco como intro. El Ojo De La Tormenta narra la historia de aquellos que mueren en el mar y como son recordados con mayor fuerza a aquellos que aún viven, durante toda la canción se habla sobre la vida y la muerte, también habla sobre los cambios constantes de la vida y el destino, dejando claro que somos dueños de nuestro destino. Réquiem el nombre es dedicado a la banda hermana Requiem narra el réquiem de alguien cuando pierde a un ser amado y este se queda en soledad, inspira esperanza a encontrar la felicidad al final. A Cada Suspiro Tuyo narra la historia de una dama que ya se encuentra a la mitad de su camino y aunque esta resignada a morir aún tiene la esperanza de ver a su ser amado. La Bruja da inicio a la condesa, se puede considerar como intermedio. La Condesa relata la historia de una condesa que pierde al ser amado y ella se siente culpable. El Eco del Miedo narra la desesperanza y el sufrir de una persona que solo espera el día de su muerte. Bajo Bandera Negra narra la historia de la antigua Vera Cruz y sus diversas triunfos en las guerras. Entre Cenizas y Recuerdos habla sobre la muerte y los sueños perdidos así como las heridas que el tiempo genera con cada día. Tempestad habla sobre la esperanza a seguir aquellos sueños que nunca morirán y seguir adelante con la vida sin bajar la mirada pues la vida nunca deja de ser la misma. Un Nuevo Camino relata la historia de una pérdida amorosa, pero le agradece por todo lo vivido y por enseñarle a amar, dedicándole algunas palabras y su vida, dentro de la misma se anima a seguir adelante y le anima a encontrar la paz en la otra vida, al final ella se queda esperando en el lugar donde él se encuentra descansando, despidiéndose de él hasta morir.

### 2011: Salida de Helena de Fortaleza Oculta
El 7 de julio se dio el comunicado oficial sobre la salida de Helena de Fortaleza Oculta. Dos meses después del estreno del videoclip oficial "La condesa".
- Comunicado de los chicos sobre Helena:

"Queremos comunicar que por diferencias musicales Helena ya no estará en Fortaleza. Le deseamos suerte en esta nueva etapa de su vida y en los futuros proyectos que emprenda. La banda continuara trabajando arduamente.".
Fortaleza Oculta

- Comunicado de los chicos sobre Dash:

"Muchas Gracias a Dash por esta etapa en la banda y brindar siempre su talento y su apoyo. Le deseamos la mejor de las suertes en sus futuros proyectos y ojalá algún día se vuelvan a cruzar nuestros caminos. Le damos la bienvenida a Pablo Arcos que se reintegra a Fortaleza. Para los que no lo conocen el es el que sale en los vídeos de La Mulata y Angel eterno. Bienvenido Pablo".
Fortaleza Oculta

- Comunicado de Pablo:

"Un apreciable Saludo a todos ustedes. Primero que nada quiero agradecer a la banda por su reinvitacion... Y les quiero Decir que fue una grata sorpresa (Jaja en verdad no lo esperaba). El camino de la música y el metal son caminos en los que nunca sabes que te encontraras a la vuelta de la esquina. Pero como en todo trabajo les puedo asegurar que me esforzaré al máximo para no decepcionar a mis compañeros de Fortaleza ni a ustedes que han permitido que este proyecto continúe creciendo. Nos veremos pronto y cantaremos con Todo nuestro KI. 

Su nuevo servidor Pablo Fortaleza (Una vez más)".
Pablo Arcos

El 23 de agosto se dio a conocer a la nueva vocalista de la banda de manera oficial: Ariana. Aunque no hubo ningún comunicado oficial por parte de la banda se subió un video de la nueva vocalista interpretando la maqueta de "Ninguna eternidad como la mía" que tiempo después sería lanzado como primer sencillo oficial y formaría parte de su cuarto álbum de estudio; "Fortaleza Oculta". Pese al enorme parecido físico entre Helena y Ariana, su estilo de canto es muy distinto, pasando de la voz soprano de Helena a un estilo mezzosoprano por parte de Ariana.
Además de que un tiempo después se subiera una sesión de fotos oficial de la nueva vocalista en el estudio grabando algunas voces para el nuevo álbum.

### 2012: Fortaleza Oculta
Cuarto álbum de estudio de la banda y primero y único con la voz de Ariana; Representa la tierra. El álbum cuenta con dos Sencillos oficiales además de sus respectivos videoclips del mismo. Ninguna Eternidad Como La Mia es el primer sencillo que se desprendió de este álbum el 3 de octubre de 2012. Dulce Agonía es el segundo sencillo que se desprendió de este álbum el 18 de febrero de 2013. Cuenta con dos sencillos promocionales La Llegada y El Cisne Negro.
La Fortaleza Oculta da inicio al disco se pueden apreciar varios mensajes grabados. La Llegada Narra la historia del inicio de un mundo en una conspiración describiendo un mundo sin color dominado por dictadores pero al final la libertad siempre gobernara. Ninguna Eternidad Como La Mía narra la historia de un amorío que nació hace siglos pero nunca han podido estar juntos en la eternidad. Dulce Agonía fue escrita por Mario Dorantes y compuesta por Mighty Thor narra la agonía de una persona que sufre por haber perdido a un ser amado pero aún sigue amando y le sigue recordando. El Cisne Negro habla sobre el racismo y las rivalidades así como la idea de una libertad que se ve distante al igual que los sueños. Juegos de Guerra habla sobre las guerras y la muerte que existe en estas, así como las dinastías que existen en el mundo. Luna Mia habla sobre la pérdida de un ser amado y como pierde la esperanza sin el debido a que lo cambia pero al final se arrepiente. Enemigo Silencioso habla sobre como se va perdiendo la esperanza pero al final la recupera y continua su camino. Un Día Más narra la historia de cuando alguien por fin encuentra al amor de su vida y esta lo ayuda a seguir adelante pero al final lo pierde. Arráncame La Vida fue escrita y compuesta totalmente por Agústín Lara.

### 2013: Salida de Ariana de Fortaleza Oculta
El 4 de diciembre de 2013 tras la promoción de su cuarto álbum de estudio "Fortaleza Oculta" y su respectiva gira promocional, se anunció oficialmente la salida de Ariana de la banda.
- Comunicado de Ariana:

"Hola, por este medio quiero comunicarles que por cuestiones personales no podré continuar con Fortaleza. Es un inmenso gusto el haber compartido con todos ustedes estos últimos dos años y medio de mi vida, ha sido una experiencia inolvidable y quiero darles mi más sincero agradecimiento a todos por el gran apoyo recibido. De esta hermosa experiencia me llevo amigos entrañables, canciones que corren por mis venas y una visión del mundo diferente. Esto no es un adiós si no un hasta luego. Un enorme abrazo".
Ariana

- Comunicado de los chicos:

"De parte de Fortaleza le agradecemos a Ariana de todo corazón por compartir con nosotros su voz, su amistad, y toda esa pasión por la música que corre por sus venas. Nos quedamos con muy gratos recuerdos y hermosas experiencias, le deseamos el mejor de los éxitos en sus proyectos futuros. 
Mientras tanto seguimos trabajando en la producción del nuevo disco de la banda, en breve presentaremos a la vocalista que nos seguirá acompañando por este camino :)".
Fortaleza Oculta

El 9 de diciembre la banda anunció que ya se encontraban trabajando en su quinto álbum de estudio afinando los últimos detalles de la preproducción, además de estar muy contentos por ello, ya se encontraban en el estudio escuchando algunas de las maquetas que podrían formar parte de este nuevo proyecto.

### 2014: Quinta Sinfonía
El día 25 de noviembre del 2013 la banda anuncio oficialmente que ya habían comenzado con la grabación de su quinto álbum de estudio y que este se verá a inicios del 2014. Aunque aún no han anunciado oficialmente quien será la nueva vocalista de la banda, ya se encuentran en plena producción de su nuevo álbum de estudio.
El 10 de enero la banda anunció que el 13 de enero a las 7:00 PM presentaría oficialmente a la nueva vocalista de la banda.
El 11 de enero Paco anunció su salida oficial de la banda por motivos personales. Mismo día en el cual los integrantes de la banda anunciaron al nuevo baterista "Gabriel".
- Comunicado de Paco:

"Por medio de esta página les anuncio que por motivos personales no podre continuar en este viaje, fue lo mejor que me ha pasado, gracias a Fortaleza por tantos conciertos, tantas giras, tantos bellos momentos, 4 discos y 9 años.
Gracias a todos por sus palabras de aliento cuando mas los necesite, 
por preocuparse por mi salud. Le deje todo a esta banda, sonrisas, sudor, desvelos, lágrimas y los mejores momentos de mi vida. Gracias Fortaleza, por que por ti conocí verdaderos amigos, compañeros, y el amor de mi vida.
Gracias Yanko, Alex, Dash, Helena, Ariana y Pablo, por compartir sus vidas conmigo, ustedes también dejaron el viaje y sus vidas siguen adelante. A mis hermanos Rito, Javier y Jimmie, les deseo lo mejor y todo el éxito que merecen, ahora los veré y escucharé desde abajo de los escenarios y me tocara criticarlos jaja (no se crean, aunque no sería mala idea).
Ahora a seguir con mis planes de vida, y tal vez mañana los vea de nuevo en los escenarios con un nuevo proyecto, por el momento solo me resta decir...
A él debo agradecer las enseñanzas que aprendí a ver, la esperanza de un nuevo amanecer...".
Pako Batako

- Comunicado de los chicos:

"De parte de Fortaleza le agradecemos a Paco por su amistad y por compartir con nosotros esta aventura, como todo en la vida siempre hay momentos y ciclos. Le deseamos lo mejor en sus nuevos proyectos y que siempre goce de perfecta salud. Esto no es un adiós sino un hasta pronto. Le damos la bienvenida en la batería a Gabriel Zarate quien nos acompañó durante la composición y grabación de este nuevo disco.".
Fortaleza Oculta

El 13 de enero la banda dio a conocer a su nueva vocalista "Luba", quien colaboró en un principio en su quinto álbum de estudio. Tiempo después Luba deja la banda por cuestiones personales sin concluir el quinto material de la banda. Es cuando el 14 de mayo se integra Vhiridiana Rentería como nueva vocalista de fortaleza. Una chica con gran trayectoria y talento musical y publica su nuevo álbum Quinta Sinfonía.

### 2016: Crónicas de la villa rica
El 23 de diciembre Fortaleza publica su primer álbum recopilatorio Crónicas de la villa rica con el regreso de su antigua vocalista Ariana.

### 2020: Nueva Cantante
El 25 de diciembre Fortaleza anuncio a Paula Allien como su nueva vocalista y dio a conocer avances de su nuevo disco a través de la red social Facebook.

## Discografía
| Año  | Título                                                                                                   |  |
| ---- | --- |  |
| Año  | Título                                                                                                   |  |
| 2008 | La fortaleza de la soledad - 1.er Álbum de Estudio - Released: 21 de julio de 2008 - Formats: CD Digital |  |
| 2009 | Una luz entre las sombras - 2.º Álbum De Estudio - Released: 1 de enero de 2009 - Formats: CD Digital    |  |
| 2010 | El ojo de la tormenta - 3.er Álbum de Estudio - Released: 12 de octubre de 2010 - Formats: CD Digital    |  |
| 2012 | Fortaleza oculta - 4.º Álbum de Estudio - Released: 6 de octubre de 2012 - Formats: CD Digital           |  |
| 2014 | Quinta sinfonía - 5.º Álbum de Estudio - Released: 1 de julio de 2014 - Formats: CD Digital              |  |

## Miembros

### Cronología
|        |      |      |        |                            |                           |                       |        |                  |                  |                 |                 |                           |                           |        |        |       |                        |                        |       |
|        |      |      |        | La Fortaleza de la Soledad | Una Luz entre las Sombras | El Ojo de la Tormenta |        | Fortaleza Oculta | Fortaleza Oculta | Quinta Sinfonía | Quinta Sinfonía | Crónicas de la Villa Rica | Crónicas de la Villa Rica |        |        |       | Sexto Album de Estudio | Sexto Album de Estudio |       |
| 2004   | 2005 | 2006 | 2007   | 2008                       | 2009                      | 2010                  | 2011   | 2012             | 2013             | 2014            | 2015            | 2016                      | 2017                      | 2018   | 2019   | 2020  | 2021                   |                        |       |
| Rito   |      |      |        |                            |                           |                       |        |                  |                  |                 |                 |                           |                           |        |        |       |                        |                        |       |
| Javier |      |      |        |                            |                           |                       |        |                  |                  |                 |                 |                           |                           |        |        |       |                        |                        |       |
|        |      |      | Paco   | Paco                       | Paco                      | Paco                  | Paco   | Paco             | Paco             | Gabriel         | Gabriel         | Paco                      | Paco                      | Paco   | Paco   | Paco  | Paco                   |                        |       |
|        |      |      | Helena | Helena                     | Helena                    | Helena                | Helena | Ariana           | Ariana           | Vhiridiana      | Vhiridiana      | Ariana                    | Ariana                    | Ariana | Ariana | Paula | Paula                  | Paula                  | Paula |
|        |      |      | Yankoo | Pablo                      | Dash                      | Dash                  | Dash   | Pablo            | Pablo            | Pablo           | Pablo           | Pablo                     | Pablo                     | Pablo  | Pablo  | Pablo | Pablo                  |                        |       |
|        |      |      | Alex   |                            |                           |                       |        |                  |                  |                 |                 |                           |                           |        |        |       |                        |                        |       |

|  | Álbum de estudio |  | Guitarra |  | Bajo |  | Voz |  | Batería |  | Teclado |

|  | Violín |  | Voz, Chelo |  |